# 黑颈乌龟
黑颈乌龟（学名：Mauremys nigricans），又稱廣東草龜，为石龟属的爬行动物。分布于越南以及中国大陆的广东、广西等地，主要生活于丘陵、山区的溪流中。该物种的模式产地在广东广州。

## 特徵
黑頸烏龜的背甲為黑色，部分幼龜則略呈棕黑色，脊稜在背甲的中央。腹甲為橙色至橙紅十字，部分會呈黃色，而且會有黑色斑點。頭部黑色，兩側有黃綠色的條紋。四肢呈黑色，尾亦呈黑色且短。雌性體型較雄性大，尾部較雄龜為短，洩殖腔孔較近背甲邊緣，雄龜體型則較小，尾根部較雌龜粗、長，洩殖腔孔較遠離邊緣。

## 習性
黑颈乌龟偏向雜食性，食物包括昆蟲、螺類、小魚、水生植物等。

## 保育狀況
- 其被列為《瀕危野生動植物種國際貿易公約》附錄二的物種，被限制出口及貿易。
- 中国国家二级保护动物。